# Diasporapolitiek

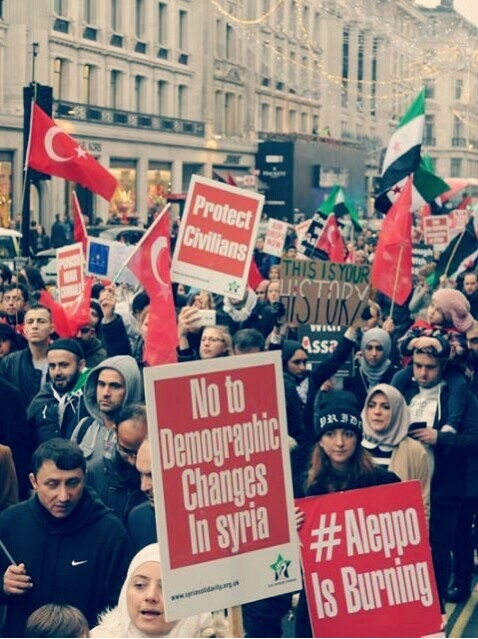
Syrisch-Turkse diaspora tijdens protesten in Londen in december 2016.

Diasporapolitiek ook wel bekend als Diaspora-nationalisme, of Langeafstandsnationalisme verwijst naar het politieke gedrag van transnationale etnische diaspora's, hun relatie met hun etnische thuislanden en gaststaten, evenals hun prominente rol in etnische conflicten. De studie van diasporapolitiek maakt deel uit van het bredere veld van diasporastudies.
Om de politiek van een diaspora te begrijpen, moet men eerst de historische context en verbondenheid ervan begrijpen. Een diaspora is een transnationale gemeenschap die zichzelf definieert als een enkele etnische groep op basis van een gedeelde identiteit. Diaspora's ontstaan uit historische emigratie uit een oorspronkelijk thuisland. In moderne gevallen kan deze migratie historisch gedocumenteerd worden en kan de diaspora geassocieerd worden met een bepaald grondgebied. Of dit grondgebied daadwerkelijk het thuisland is van een specifieke etnische groep, is een politieke kwestie. Hoe ouder de migratie, hoe minder bewijs er is voor het evenement: in het geval van de Roma-volk zijn de migratie, het thuisland en de migratieroute nog niet nauwkeurig bepaald. Een claim op een thuisland heeft altijd politieke connotaties en wordt vaak betwist.
Zelf-geïdentificeerde diaspora's hechten veel belang aan hun thuisland vanwege hun etnische en culturele verbinding ermee, vooral als het 'verloren' of 'veroverd' is. Dit heeft geleid tot etnisch-nationalistische bewegingen binnen verschillende diaspora's, vaak resulterend in de oprichting van een soeverein thuisland. Zelfs wanneer deze zijn opgericht, is het echter zeldzaam dat de volledige diasporapopulatie terugkeert naar het thuisland, en de overgebleven diasporagemeenschap behoudt meestal een aanzienlijke emotionele band met het thuisland en de mede-etnische bevolking daar.
Etnische diasporagemeenschappen worden tegenwoordig door wetenschappers erkend als "onvermijdelijke" en "endemische" kenmerken van het internationale systeem, schrijven Yossi Shain en Tamara Cofman Wittes, om de volgende redenen:
1. Ten eerste kunnen binnen elke gaststaat van een diaspora residente leden zich nationaal organiseren om hun politieke invloed te maximaliseren.
2. Ten tweede kan een diaspora aanzienlijke druk uitoefenen op het binnenlandse politieke toneel van haar thuisland met betrekking tot kwesties van diaspora-zorg.
3. Tegenwoordig kan de transnationale gemeenschap van een diaspora rechtstreeks contact leggen met derde staten en internationale organisaties, en hiermee feitelijk de regeringen van haar thuisland en gaststaat omzeilen.

Diaspora's worden dus gezien als transnationale politieke entiteiten die opereren "namens hun hele volk" en in staat zijn om onafhankelijk te handelen van welke individuele staat dan ook (hun thuisland of gaststaten).